# TV Cloppenburg
Der TV Cloppenburg von 1892 e. V. ist ein aus mehreren Abteilungen/Sparten bestehender Sportverein, der mit 2400 Mitgliedern der größte Verein der Stadt Cloppenburg ist.

## Geschichte
Am 14. Februar 1892 wurde in Cloppenburg ein Turnverein gegründet. Der Vorstand bestand aus den Herren Fortmann, Gerst und Piper. Die Zahl der aktiven Mitglieder betrug 24. Zwei vorausgegangene Versuche in den 1880er Jahren zur Gründung eines Turnvereins waren an fehlenden Übungsräumen gescheitert. In der Deutschen Turnzeitung wurde der Turnverein Cloppenburg erstmals 1895 unter der lfd. Nr. 54 erwähnt. Damals gehörte der Turnverein zum Oldenburger Turngau, Kreis V Niederweser-Ems. Unter dem Vorsitzenden Heinrich Fortmann wurden 70 Vereinsmitglieder über 14 Jahre und 5 Vorturner gemeldet. Der Ort Cloppenburg hatte zu dieser Zeit 2200 Einwohner.
Der Turnverein nahm in den nächsten Jahren weiteren Aufschwung, so dass das Wochenblatt für den Amtsbezirk Cloppenburg und Friesoythe anlässlich des 10. Stiftungsfestes am 4. April 1902 schrieb: „Unser Turnverein ist in den letzten Jahren zur Blüte gelangt. Das Stiftungsfest wurde von 500 Teilnehmern besucht, die sich an den Turnvorführungen und dem anschließenden Ball erfreuten.“
Am 15. August 1908 wurde bei der Mitgliederversammlung der Bau einer Turnhalle an der Sevelter Straße beschlossen. Die Kosten von 24.000 Reichsmark wurden durch Spenden der Mitglieder und Förderer sowie durch Ausgabe von Obligationen aufgebracht. Anlässlich des 18. Stiftungsfestes am 16. Januar 1910 wurde die Turnhalle auch unter Beteiligung einer kurz zuvor gegründeten 10-köpfigen Damenriege mit einem Schauturnen eingeweiht. 1913 nahm der Verein erstmals am Deutschen Turnfest in Leipzig teil. Das Vereinsleben wurde durch den Ersten Weltkrieg unterbrochen.
Als Rektor Fortmann 1922 nach 30-jähriger Arbeit für den Verein die Führung an Ferdinand Zerhusen übertrug, war der Wiederaufschwung eingeleitet, der unter Heinrich Ottenjann ab 1923 fortgeführt wurde. Turner des Vereins nahmen in der Folgezeit regelmäßig an Kreis- und Verbandsturnfesten ebenso an Deutschen Turnfesten teil. Unter dem 1. Vorsitzenden Bürgermeister Heinrich Winkler (1926–1939) durchlebte der Verein die Wirtschaftskrise, jedoch konnte der Turnbetrieb mit Einschränkungen aufrechterhalten werden. Anfang 1933 war die Zahl der Mitglieder auf über 300 gestiegen, neben Turnen und Leichtathletik waren Faustball und ab 1928 auch Handball in das Vereinsprogramm aufgenommen worden und der Verein hatte sich wieder gefestigt.
Im Jahr 1933 verlor der Turnerbund seine Selbstständigkeit. Die von den Turnern gepflegte Maxime „Frisch, fromm, fröhlich, frei“ wurde in der NS-Zeit durch nationalsozialistische Parolen ersetzt und die Übungen auf Wehrertüchtigung ausgerichtet. Ab 1939 führte Nikolaus Hanenkamp den Verein durch eine Zeit, in der viele Mitglieder einberufen wurden, dem Verein eine Einheitssatzung aufgezwungen wurde und die Turnhalle an die Fa. Borgward vermietet werden musste. Dennoch konnte der Turnbetrieb in stark eingeschränkter Form aufrechterhalten werden.
Unter dem Vorsitz von Wilhelm Niemann begann 1947 der Neuaufbau des Vereins. Neben den klassischen Übungen der Turner wurde die Leichtathletik gefördert. 1952 gab Niemann den Vereinsvorsitz an Günther Gembusch ab, unter dessen bis 1957 dauernden Leitung die Neugründung der Handballabteilung stattfand. In den Folgejahren mit den Vereinsvorsitzenden Paul Büker (1957–1962), einem zweiten Vorsitz von Wilhelm Niemann (1962–1970), Alwin Bergmann (1970–1974) und Nechel Nöh (1974–1981) veränderte sich der Verein zunehmend entsprechend den gesellschaftlichen Anforderungen.
Während das Kunstturnen ebenso wie die Leichtathletik im Turnverein anfangs einen hohen Leistungsstand erreichte, kamen beide Sparten durch höhere Anforderungen und den Ausbau von Leistungszentren zum Erliegen. Die Entwicklung hin zu Übungseinheiten und Sportbetrieben führte zur Gründung der Volleyball- und Badmintonabteilung sowie zur Einführung von Kursen im Freizeit- und Gesundheitssport. Judo und Karate wurden in das sportliche Angebot aufgenommen und unter dem 1. Vorsitzenden Lothar Krapp (1981–1989) überschritt der Turnverein Cloppenburg die Zahl von 1000 Mitgliedern. Um die Erweiterungen im Verein zu ermöglichen, wurde die zu kleine Halle an der Sevelter Straße veräußert und von 1967 bis 1968 eine neue vereinseigene Turnhalle an der Schulstraße errichtet.
1992 wurde das 100-jährige Bestehen des Turnverein Cloppenburg unter der Führung von Klaus Weber (1989–2000) mit einem Festakt und sportlichen Veranstaltungen begangen. Die Vereinshalle wurde durch Anbauten um eine Gymnastikhalle und einen Fitnessraum erweitert.
Unter Führung von Fred Stolle als 1. Vorsitzender von 2000 bis 2008 erlebte der Verein in sportlicher Hinsicht einen Aufschwung. Die Handballfrauen spielten zeitweise in der 2. Bundesliga, während die Frauen- und Männermannschaft der Volleyballer in die Regionalliga aufstiegen. Andere Abteilungen entsendeten Vertreter in Wettbewerbe auf nationaler Meisterschaftsebene. Die Zahl von 2.000 Mitgliedern wurde 2006 überschritten und der Turnverein ist der größte Verein in Cloppenburg.
2008 übernahm Bernd Havermann die Geschicke des Turnvereins Cloppenburg. Der Verein hatte 2150 Mitglieder, die sich auf neun Abteilungen verteilten.
Unter seiner Amtsführung wurde im Jahr 2012 die vereinseigene Turnhalle grundlegend saniert. Es entstanden drei neue Gymnastikräume und ein Seminarraum. Insgesamt wurde ca. eine Million Euro für die Modernisierung ausgegeben. Für die Zukunft und Weiterentwicklung des Turnvereins ist somit eine hervorragende Grundlage geschaffen worden.
Aus diesem Grunde ist seit 2011 das neue, größere Vereinsbüro von Teilzeitkräften besetzt, die den Mitgliedern mit Rat und Tat zur Verfügung stehen.
Seit September 2019 ist Karl Heinz Rissmann Vorsitzender des TV Cloppenburg.

## Erfolge
Handball:
- 1. Mannschaft Männer: Aufstieg in die Regionalliga 2000
- 1. Mannschaft Frauen: Aufstieg und Verbleib in der 2. Bundesliga 2004/05 u. 2005/06. Erreichen der 3. Runde im DHB-Pokal
- 1. Mannschaft WjC: Aufstieg in die Oberliga und 1. Platz in der Oberliga 2016/2017

Volleyball:
- 1. Mannschaft Frauen: Erreichen der Dritten Liga
- 1. Mannschaft Männer: Erreichen und Verbleib in der Regionalliga

Leichtathletik:
- Theo Strohschnieder: 1949, 1954 und 1955 Deutscher Meister im Dreisprung
- Talea Prepens: U18-Weltmeisterin 2017 (200 m), Deutsche U20-Meisterin 2019 und 2020 (200 m)

## Aktuell
Die größte Abteilung stellt die Fitness-Abteilung dar; die Mitgliedszahl liegt mit dem Gesundheitsbereich bei ca. 1.000 Mitgliedern. Die populärsten Abteilungen sind die Handball-Abteilung mit ca. 350 Mitgliedern und die Volleyball-Abteilung mit etwa 330 Mitgliedern. Weitere Abteilungen sind die Badminton-, Judo-, Karate-, Tanz- und Kinderturnabteilung.
Aus der 3. Liga stieg der Verein nach der Spielzeit 2021/2022 wieder ab.